# Sweet Home (pel·lícula)
Sweet Home (スウィートホーム, Suīto Hōmu) és una pel·lícula de terror sobrenatural japonesa de 1989 dirigida per Kiyoshi Kurosawa i produïda per Jūzō Itami. La pel·lícula fou estrenada als cinemes del Japó el 21 de gener de 1989.

## Argument
Un xicotet equip de rodatge visita la vella i abandonada mansió del famós artista Ichirō Mamiya, qui va fer una sèrie de frescos dins sa casa. L'equip vol restaurar les pintures i gravar un documental sobre Mamiya i la seua obra. L'equip està format pel productor Kazuo (Shingo Yamashiro), sa filla Emi (Nokko), la coordinadora Akiko (Nobuko Miyamoto), el camarògraf Taguchi (Ichirō Furutachi) i la presentadora i restauradora d'art Asuka (Fukumi Kuroda). Després de l'entrada de l'equip a la mansió, comencen els successos paranormals de poltergeist. Poc després, Asuka és posseïda pel fantasma enfurit de la senyora Mamiya, l'esposa d'Ichirō. L'equip descobreix la tomba d'un infant al jardí de la casa. L'infant és el fill del matrimoni Mamiya, qui va morir cremat viu en caure a l'incineradora de la mansió. Des de llavors, el fantasma de la senyora Mamiya va maleir la casa matant a qualsevol que entrara en ella. Finalment, només Kazuo, Emi i Akiko sobreviuen, aconseguint reunir a la mare Mamiya i al seu estimat fill, duguent-los finalment la pau eterna. Quan Kazuo, Emi i Akiko deixen la mansió, aquesta comença a ensorrar-se.

## Repartiment
- Nobuko Miyamoto (Akiko Hayakawa)
- Shingo Yamashiro (Kazuo Hoshino)
- Nokko (Emi Hoshino)
- Ichirō Furutachi (Ryō Taguchi)
- Fukumi Kuroda (Asuka)
- Jūzō Itami (Ken-Ichi Yamamura)
- Machiko Watanabe (Senyora Mamiya)
- Tōru Masuoka (Funcionari jove)
- Noboru Mitani (Funcionari major)